# Johann Hedwig

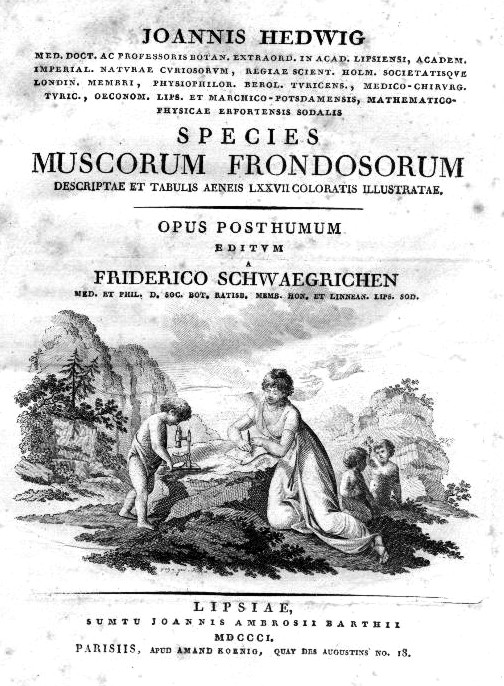
Frontespício de Species Muscorum Frondosorum.

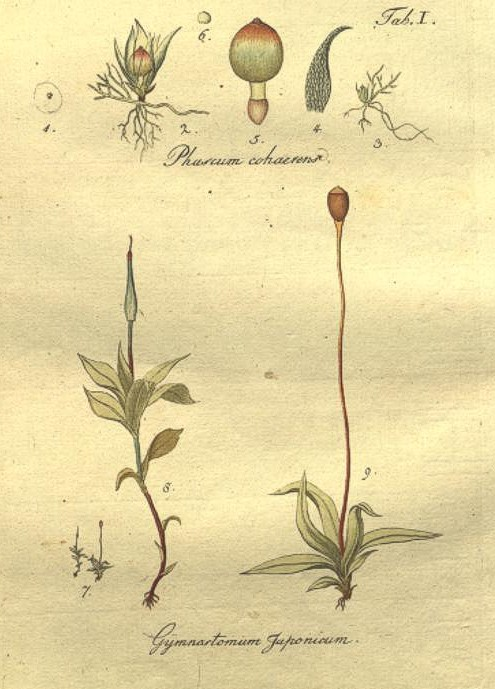
Gravura 1 da obra "Species Muscorum Frondosorum".

Johann Hedwig (Kronstadt, Transilvânia (hoje Brașov, Roménia), 8 de dezembro de 1730 — 18 de fevereiro de 1799), também grafado Johannes Hedwig ou latinizado para Joannis Hedwig, foi um botânico de etnia alemã que se notabilizou pelos seus estudos sobre os musgos, razão pela qual é considerado o fundador da briologia, e pela observação pioneira da reprodução sexual das criptogâmicas.

## Biografia
Johann Hedwig nasceu na cidade de Brașov (então Kronstadt) na Transilvânia, então parte da Hungria, no seio de uma família de etnia alemã. Estudou Medicina na Universidade de Leipzig, onde terminou o curso em 1759. Terminado o curso, dedicou-se à prática médica durante cerca de duas décadas, durante os quais se dedicou, como amador, ao estudo da botânica, colectando de manhã, antes de iniciar o seu trabalho como médico, e dedicando-se ao estudo à noite. Também adquiriu um microscópio e uma pequena biblioteca.